# Fernando de Antón del Olmet
Fernando de Antón del Olmet y López de Haro (Huelva, 10 de octubre de 1872-Madrid, 20 de enero de 1955), también conocido como el marqués de  Dosfuentes, fue un escritor, publicista y diplomático español.

## Biografía
Nació en la ciudad de Huelva en 1872, el 10 de octubre de dicho año. Fue colaborador en Sevilla de La Andalucía Moderna, El Universal, en el que ejerció como director literario, El Arte Andaluz y otras publicaciones, y en Madrid de la Revista Contemporánea, La Ilustración Española y Americana, El Día, La Unión Ibero Americana, La Época, Heraldo de Madrid y El Imparcial.
Descrito como un «apologeta de la cultura española» y un «iluminado iberista», fue autor de obras como La cuestión social (1891), El problema de la China (1901), Queralt, hombre de mundo (1905), Los israelitas españoles en Oriente (1906), La evolución biológica de España y la solidaridad catalana (1907), los cinco volúmenes de El cuerpo diplomático español en la guerra de la independencia (1912), Himnos ibéricos (1915), El alma nacional sus vicios y sus causas. Genealogía psicológica del pueblo español (1915), prologado por Max Nordau, o El trabajo (1935), entre otras. También ayudó a su hermano Luis Antón del Olmet a redactar su biografía de Joaquín Costa, Los grandes españoles: Costa (1917), en la cual, según Juan Carlos Ara Torralba, Fernando habría expuesto «delirantes interpretaciones raciales». Tuvo también como hermana a Casilda de Antón del Olmet y López de Haro.
El 27 de mayo de 1910 se rehabilitó el título de marqués de Dos Fuentes en su persona. Ese mismo año, publicó en la revista La España Moderna un artículo sobre los orígenes de Cristóbal Colón: La verdadera patria de Cristóbal Colón (1910), en el cual habría atribuido un origen gallego al descubridor, postura esta que sería muy criticada por el chileno Enrique Sanfuentes y Correa, hasta el punto de escribir este la obra Cristóbal Colón y su detractor el marqués de Dos Fuentes (Don Fernando Antón del Olmet) (1918) para rebatir las tesis de Antón del Olmet. Entre 1921 y 1924 fue embajador de España en China. Durante 1926 y 1927 realizó gestiones para intentar ocupar un sillón en la Real Academia Española, a través de Ramón Menéndez Pidal, pero, «como era de suponer», no tuvo éxito. Falleció en la capital, Madrid, el 20 de enero de 1955.